# Bombala
Bombala ist eine Stadt in der Region Monaro im südöstlichen New South Wales, Australien und Verwaltungssitz des Bombala Council. Bombala liegt etwa 485 km südlich von Sydney und 80 km südlich der Stadt Cooma. Der Name Bombala entstammt einem Aborigine-Wort mit der Bedeutung "Treffpunkt der Wasser". Die Stadt liegt am Ufer des Bombala River. Bei der Volkszählung 2021 hatte Bombala 1.136 Einwohner.
Bombala wurde 1903 von King O’Malley als Sitz des Parlaments von Australien vorgeschlagen, weil es auf halbem Wege zwischen den beiden Städten Sydney und Melbourne liegt. Schließlich wurde dieser Vorschlag zugunsten Canberras abgelehnt.
Die Eisenbahn erreichte die Stadt 1921 und wurde 1986 eingestellt.
Wichtige Wirtschaftszweige in dieser Gegend sind Weideland und Holz. Die Holzindustrie hat nach und nach viele der historischen Besitztümer in der Umgebung Bombalas übernommen, so den über 150-jährigen Besitz Aston südwestlich der Stadt. Des Weiteren gibt es einige Betriebe, die Spezialitäten wie Fleischkaninchen, Lavendel und andere im Distrikt gezogene Kräuter vertreiben.
Die nächste größere Stadt im Bombala Council ist das 36 km westlich gelegene Delegate. Der Snowy River March von 1916, mit dem Soldaten für den Ersten Weltkrieg rekrutiert werden sollten, begann in Delegate und führte über Bombala nach Goulburn.
Auch der Tourismus gewinnt an Bedeutung. Die Gegend gilt als Heimat der wahrscheinlich größten Population von Schnabeltieren (Platypus) in New South Wales und wird als "Platypus Country" beworben.